# ゴールデン・テンプル・メール
ゴールデン・テンプル・メール（英語: Golden Temple Mail）は、インド鉄道が運営する列車の1つ。郵便急行（Mail Express）と呼ばれる種別に位置づけられており、1928年に営業運転を開始した長距離列車のフロンティア・メール（Frontier Mail）を改名した歴史を有する。

## 概要
「ゴールデン・テンプル・メール」のルーツとなった「フロンティア・メール」は、イギリス領インド帝国時代の1928年に営業運転を開始した、歴史の長い列車であった。当初はボンベイ（現：ムンバイ）とペシャワールを結び、ボンベイ港で蒸気船と接続しヨーロッパとインドを結ぶ役割を担っていた列車であり、1930年に経由区間が変わって以降も同一の区間を運行していたが、インドとパキスタンが分離独立（印パ分離）して以降はムンバイとアムリトサルを結ぶ国内列車として走行している。
運行開始当初はインドを代表する急行列車として知られており、時間に正確であった事でも有名であった。列車編成には食堂車も組み込まれていた他、1934年からは氷を用いた冷房が導入されている。
その後、1996年9月に列車愛称が「ゴールデン・テンプル・メール」に変更され、以降2024年現在に至るまで営業運転を継続しており、ムンバイ中央駅とアムリトサル・ジャンクション駅間、1,893 kmの区間を運行する。使用車両は2020年10月以降、従来のICF客車から安全性や高速性、快適性を高めたLHB客車に変更されており、以下の車種で構成された24両編成が組まれている。
- 冷房1等寝台・2段寝台合造車（AC First cum AC 2 Tier）：1両
- 冷房2段寝台車（AC 2 tier）：2両
- 冷房3段寝台車（AC 3 tier）：5両
- 非冷房3段寝台車（Sleeper Class）：9両
- 非冷房座席車（General）：2両
- 非冷房座席・荷物合造車（General cum baggage）：2両
- 厨房車（Pantry Car）：1両
- 郵便車（Railway Mail service Coach）：1両
- 荷物車（High Capacity Parcel Van）：1両

## ギャラリー

### 2020年以前

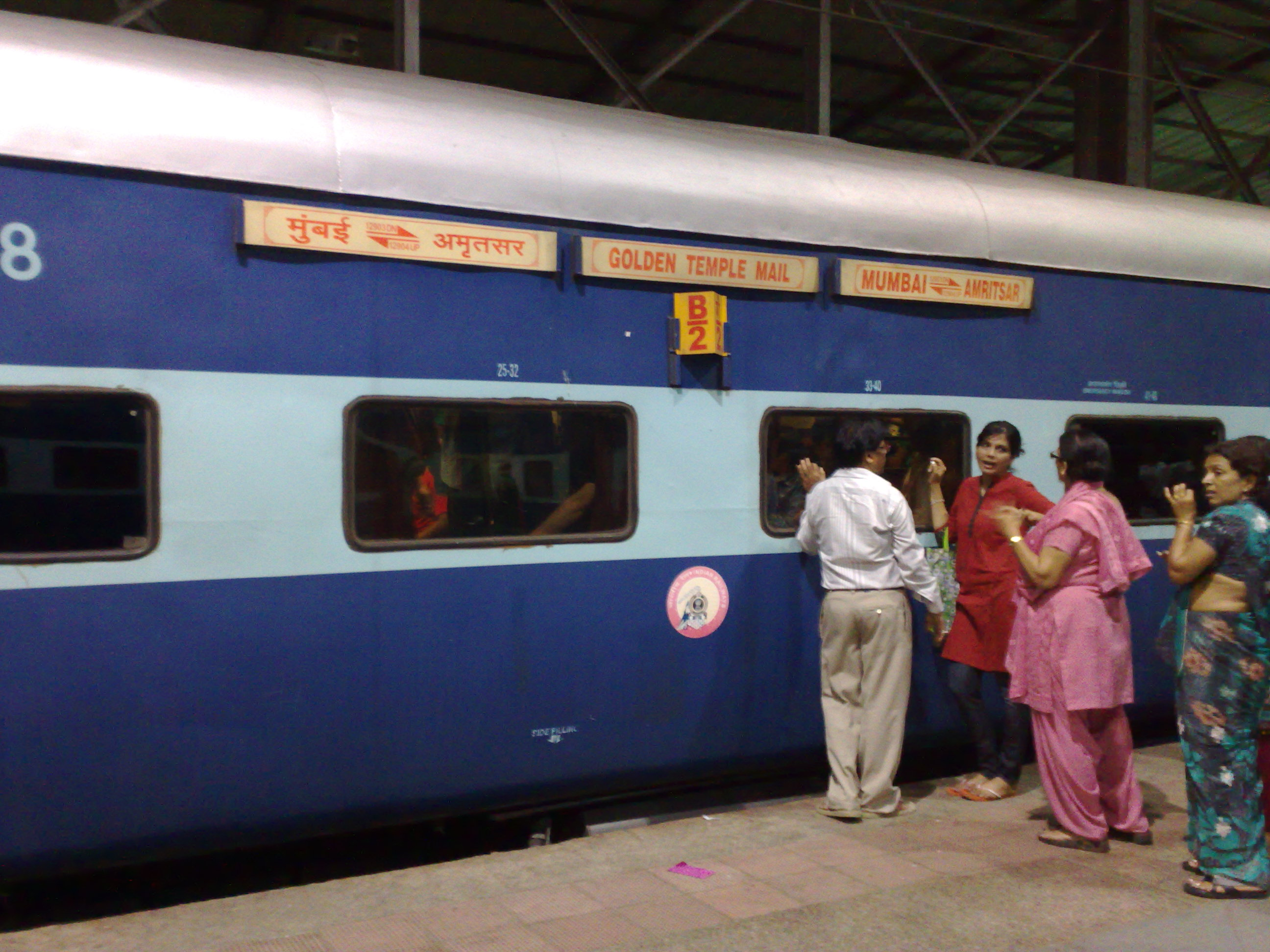
冷房3段寝台車（2014年撮影）
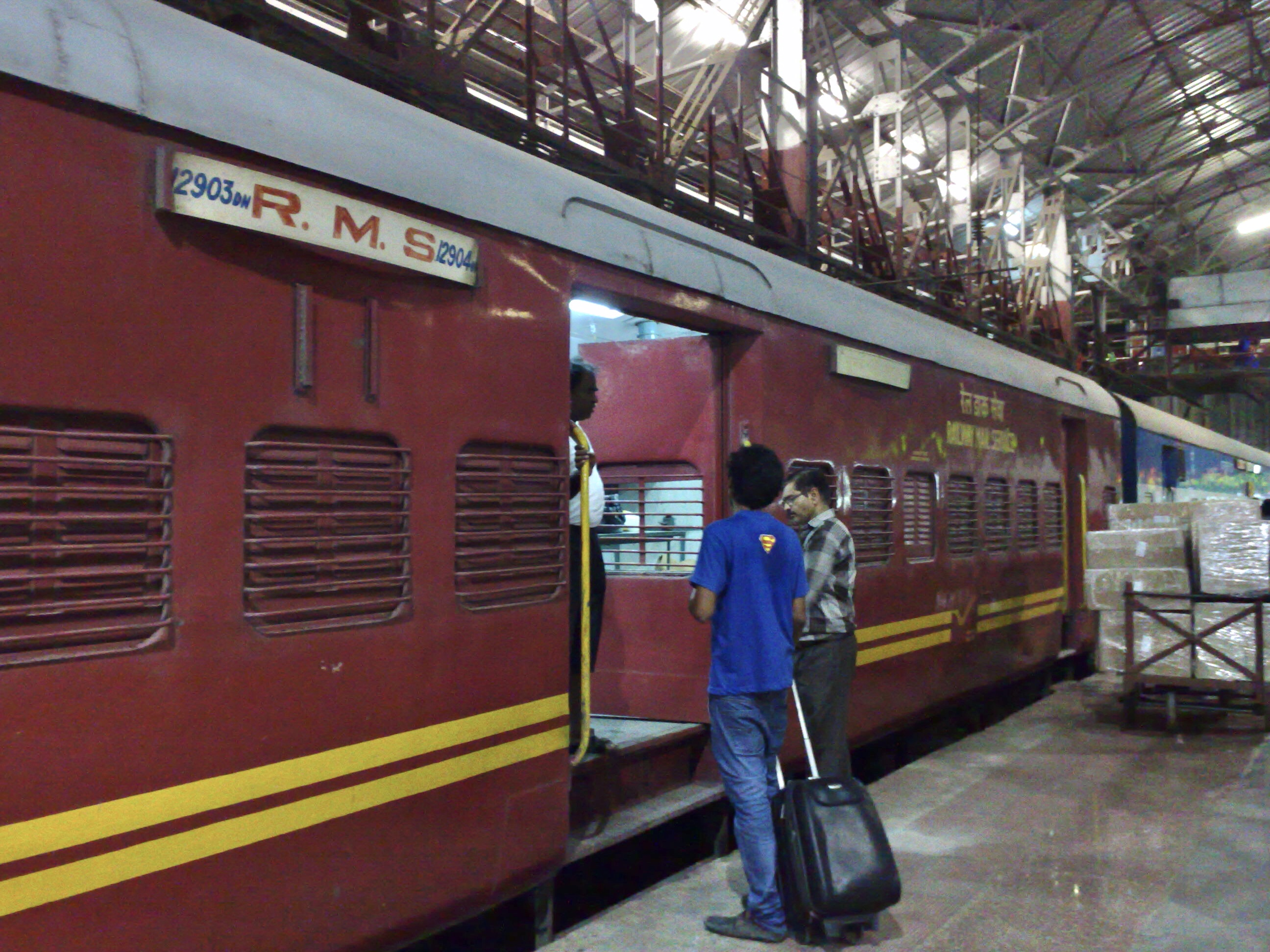
郵便車（2014年撮影）
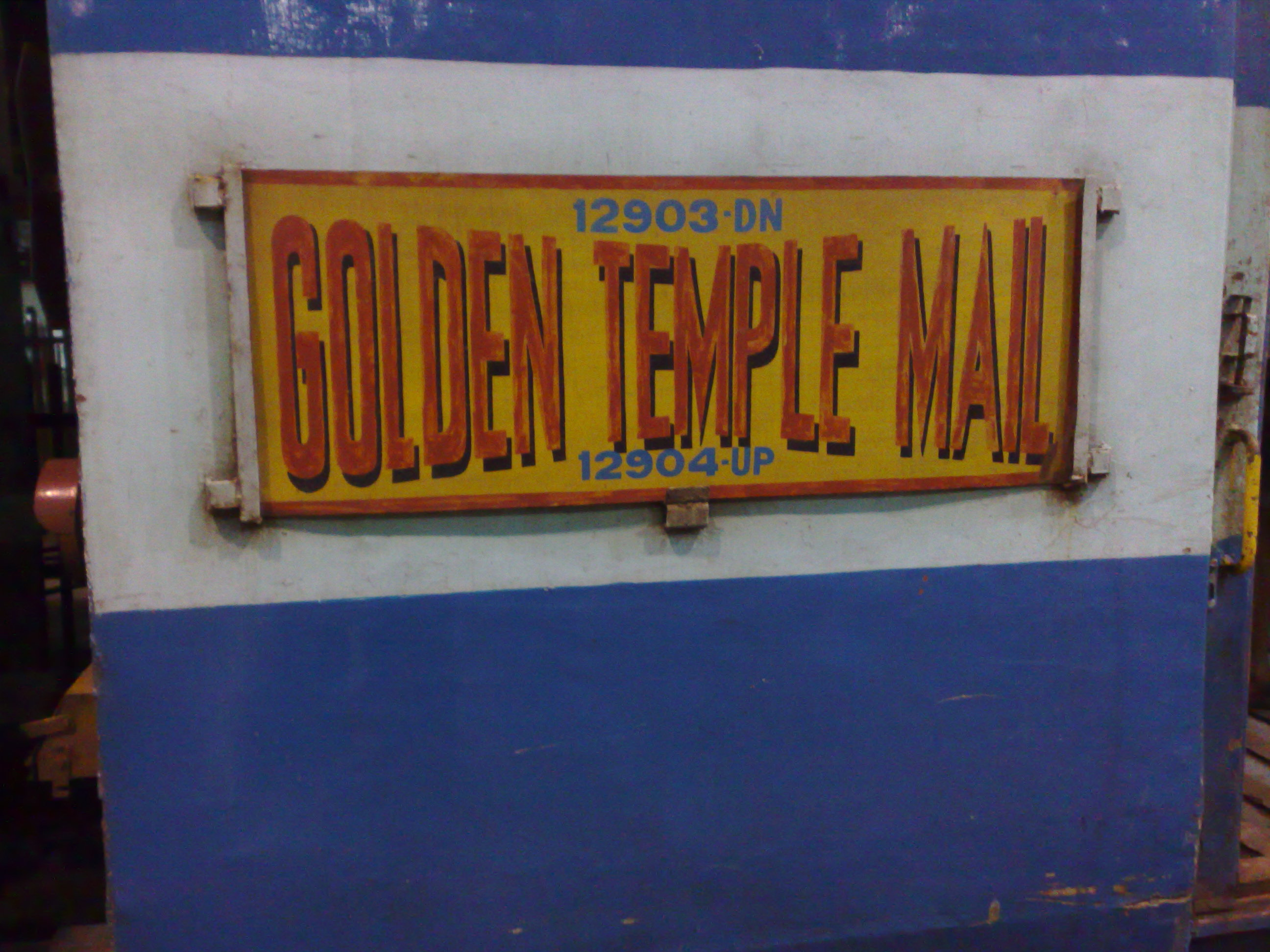
列車表示（2022年撮影）

### 2020年以降

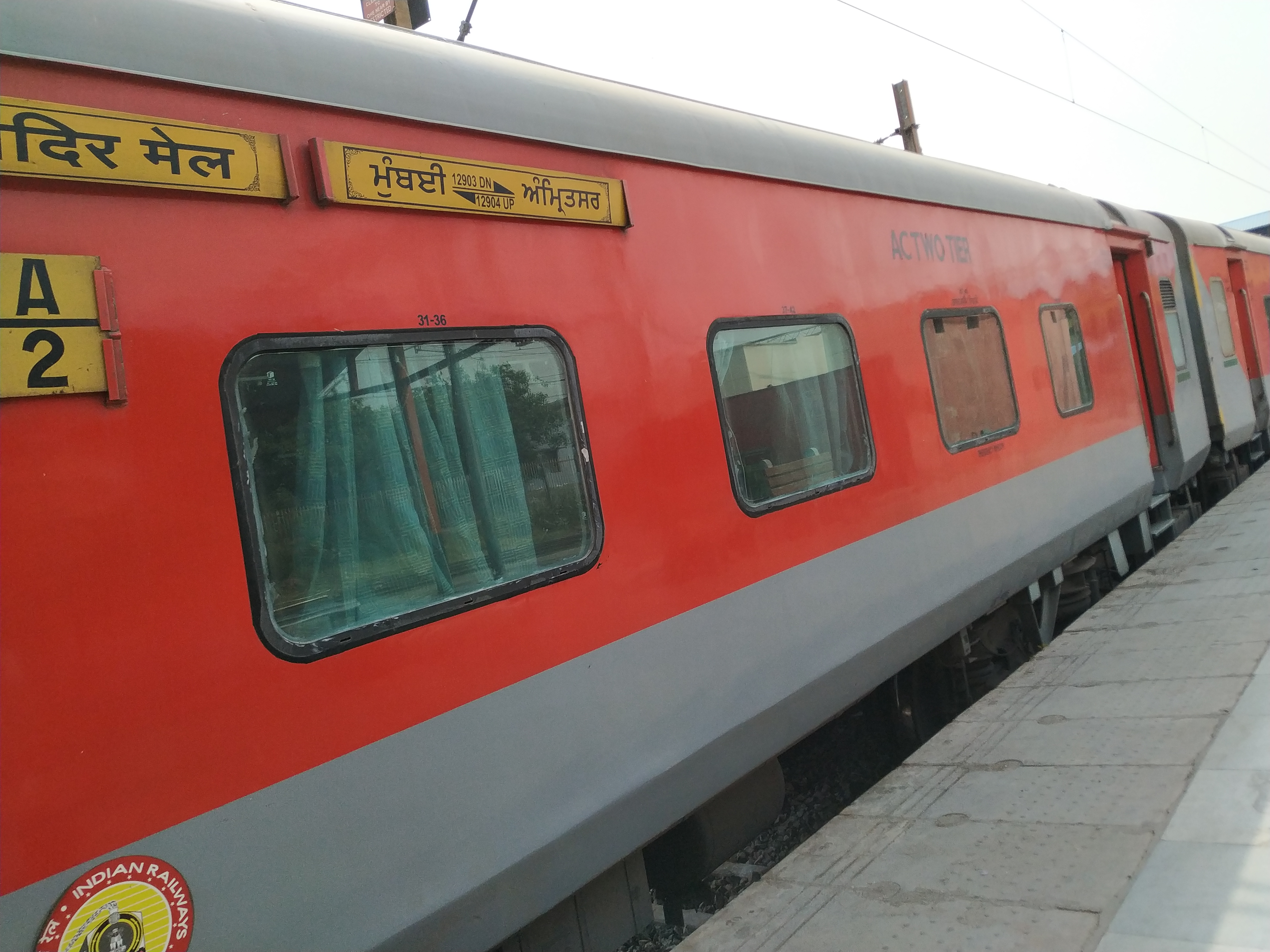
冷房2段寝台車（2022年撮影）
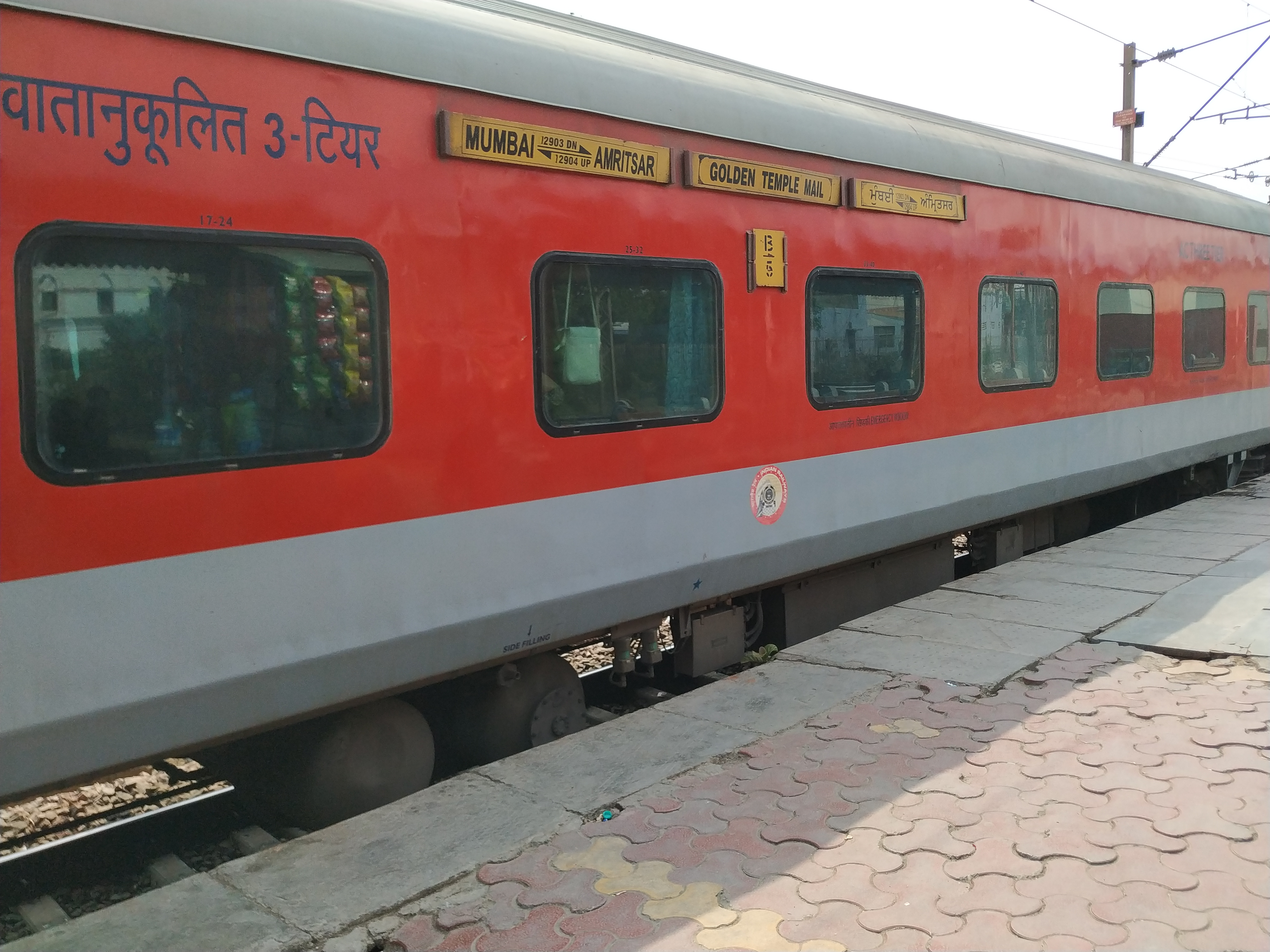
冷房3段寝台車（2022年撮影）
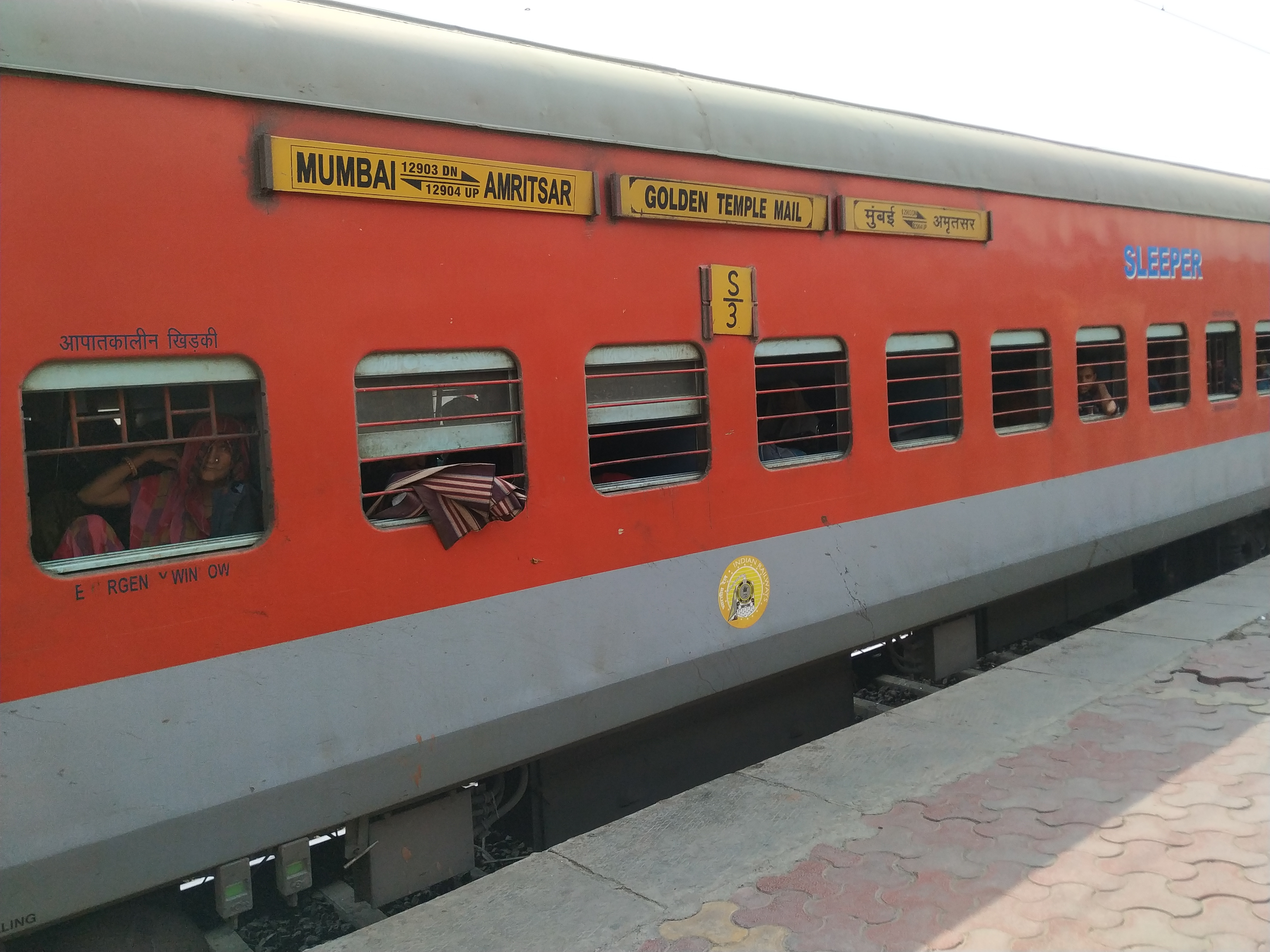
非冷房3段寝台車（2022年撮影）
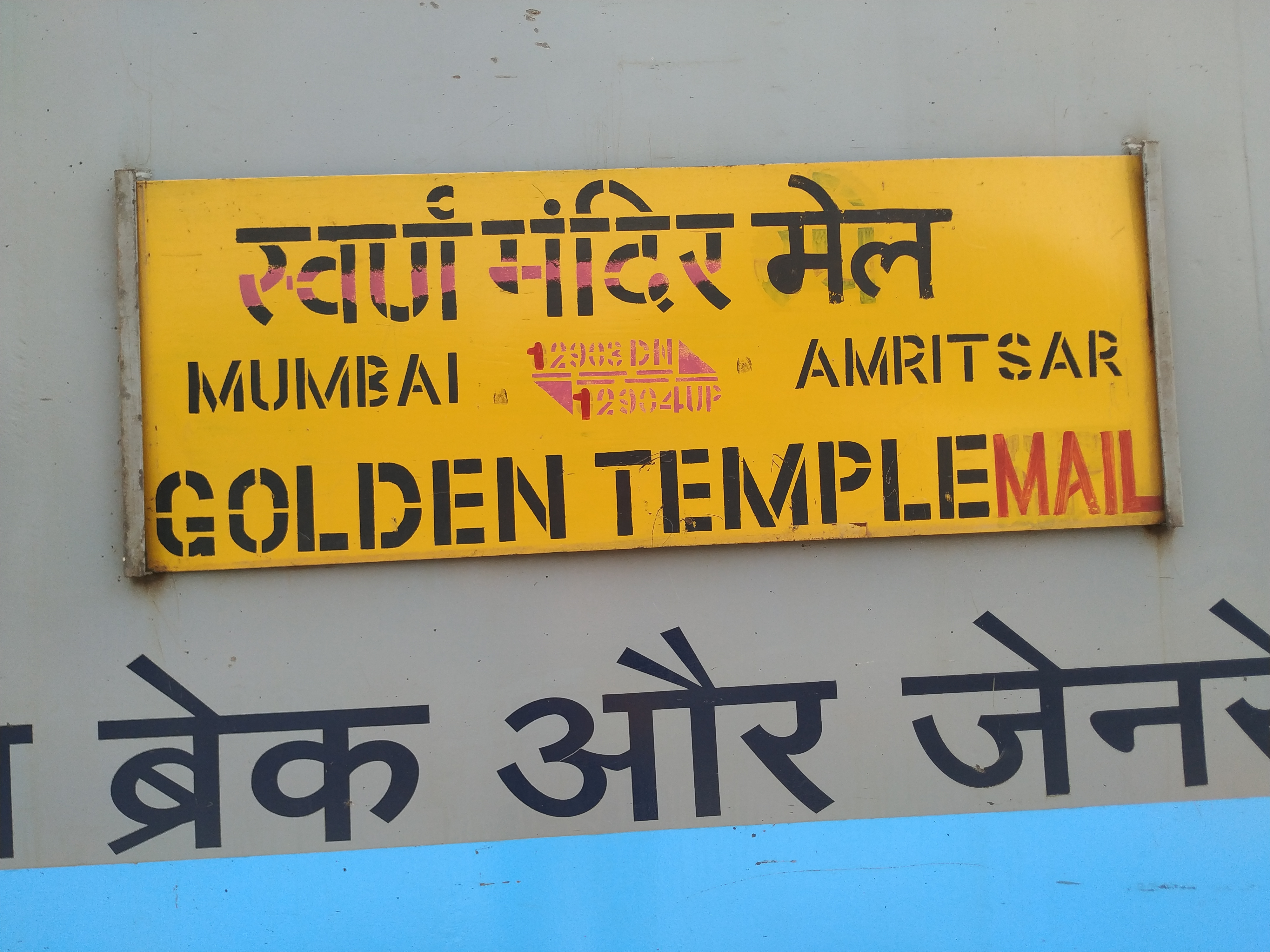
列車表示（2022年撮影）